# مويسان
مويسان (بالفرنسية: Moissannes)‏ هي بلدية في مقاطعة فيين العليا في منطقة أقطانية الجديدة في غرب وسط فرنسا.